# Xanthorhoe semenovi
Xanthorhoe semenovi är en fjärilsart som beskrevs av Alphéraky 1892. Xanthorhoe semenovi ingår i släktet Xanthorhoe och familjen mätare. Inga underarter finns listade i Catalogue of Life.